# Laksmi Pamuntjak

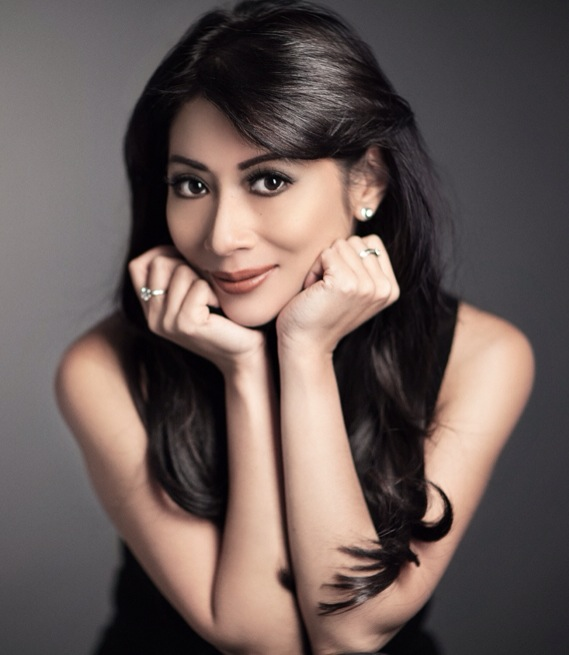
Laksmi Pamuntjak, 2015

Laksmi Pamuntjak (* 24. Dezember 1971 in Jakarta) ist eine indonesische Schriftstellerin.

## Leben
Laksmi Pamuntjak wuchs in einer indonesischen Mittelklassenfamilie auf, ihr Vater war Architekt und ihre Mutter hatte Pharmazie studiert, beide hatten in Europa studiert. Pamuntjak erhielt eine Klavierausbildung und vertrat Indonesien bei internationalen Klavierwettbewerben. Sie erhielt mit elf Jahren den ersten Literaturpreis. Sie studierte in Australien.
Sie arbeitet heute in der von ihr mitgegründeten zweisprachigen Buchhandlung „Aksara“ in Jakarta und der Redaktion der Wochenzeitung „Tempo“.
Ihr Roman Amba behandelt die Pogrome gegen Linke und Chinesen unter Präsident Suharto im Jahr 1965. Der Roman fand ein großes Interesse und wurde mehrfach nachgedruckt und übersetzt, 2015 auch ins Deutsche.

## Auszeichnungen
- 2016: LiBeraturpreis für Alle Farben Rot

## Werke
- The Jakarta Good Food Guide 2001. Jakarta : Pena Klasik, 2000 (englisch)
- Ellipsis: Poems and Prose. Jakarta : Pena Klasik, 2005 (englisch)
- The Jakarta Good Food Guide 2008–2009. Jakarta : Pena Klasik, 2008 (englisch)
- Amba : sebuah novel. Jakarta : Gramedia Pustaka Utama, 2012.
  - The question of red : a novel. Jakarta : Gramedia Pustaka Utama, 2013. (englische Übersetzung)
  - Alle Farben Rot. Aus dem Indonesischen von Martina Heinschke. Ullstein, 2015[1]
- Aruna & lidahnya : sebuah novel tentang makanan, perjalanan dan konspirasi.  Jakarta : PT. Gramedia Pustaka Utama, 2014.